# Koblenz-Ehrenbreitstein
Koblenz-Ehrenbreitstein ist ein Stadtteil von Koblenz. Er befindet sich auf der rechten Rheinseite gegenüber dem Deutschen Eck. Die vormals eigenständige Stadt wurde im Juli 1937 nach Koblenz eingemeindet. Im 17. Jahrhundert machten die Trierer Kurfürsten Ehrenbreitstein zu ihrer Residenz. Oberhalb des Ortes auf dem gleichnamigen Berg liegt die namensgebende Festung Ehrenbreitstein. Seit 2002 gehört die Altstadt von Ehrenbreitstein zum UNESCO-Welterbe Oberes Mittelrheintal.

## Geographie
Das Gebiet innerhalb des Stadtteils Ehrenbreitstein ist gekennzeichnet von extremen Höhenunterschieden. Während sich das Siedlungsgebiet des Ortes in einem Tal auf dem Niveau des Rheins befindet, ist er eingegrenzt von hohen Hängen im Norden und Osten. Im Norden erhebt sich der 114 m hohe und steil ansteigende Felssporn Ehrenbreitstein, auf dessen Plateau die namensgebende Festung Ehrenbreitstein thront. Das Tal Ehrenbreitsteins wurde ehemals von zwei Bächen durchflossen, dem Mühlenbach und dem Arzheimer Bach (auch Blindbach oder Griesentalbach genannt), die aber beide im 19. Jahrhundert unter der Stadt entlang zum Rhein hin kanalisiert wurden.

## Geschichte

### Frühgeschichte
Das Plateau des Ehrenbreitsteins ist bereits seit 1000 v. Chr. befestigt. Die kontinuierliche Befestigung eines Ortes über solch einen langen Zeitraum konnte bisher sonst nirgends in Deutschland nachgewiesen werden. Auf dem südlichen Felssporn befand sich etwa von 250 bis 450 ein spätrömischer Burgus zum Schutz der Moselmündung, der Römerstraßen und des nahe gelegenen Limes. Eine Römerstraße führte vom Tal Ehrenbreitstein zum Kastell Niederberg und weiter in den Westerwald. Im Jahr 49 n. Chr. wurde eine römische Pfahlbrücke über den Rhein vom heutigen Kapuzinerplatz auf Ehrenbreitsteiner Seite zum Kastel Koblenz erbaut.

### Burg/Festung Ehrenbreitstein

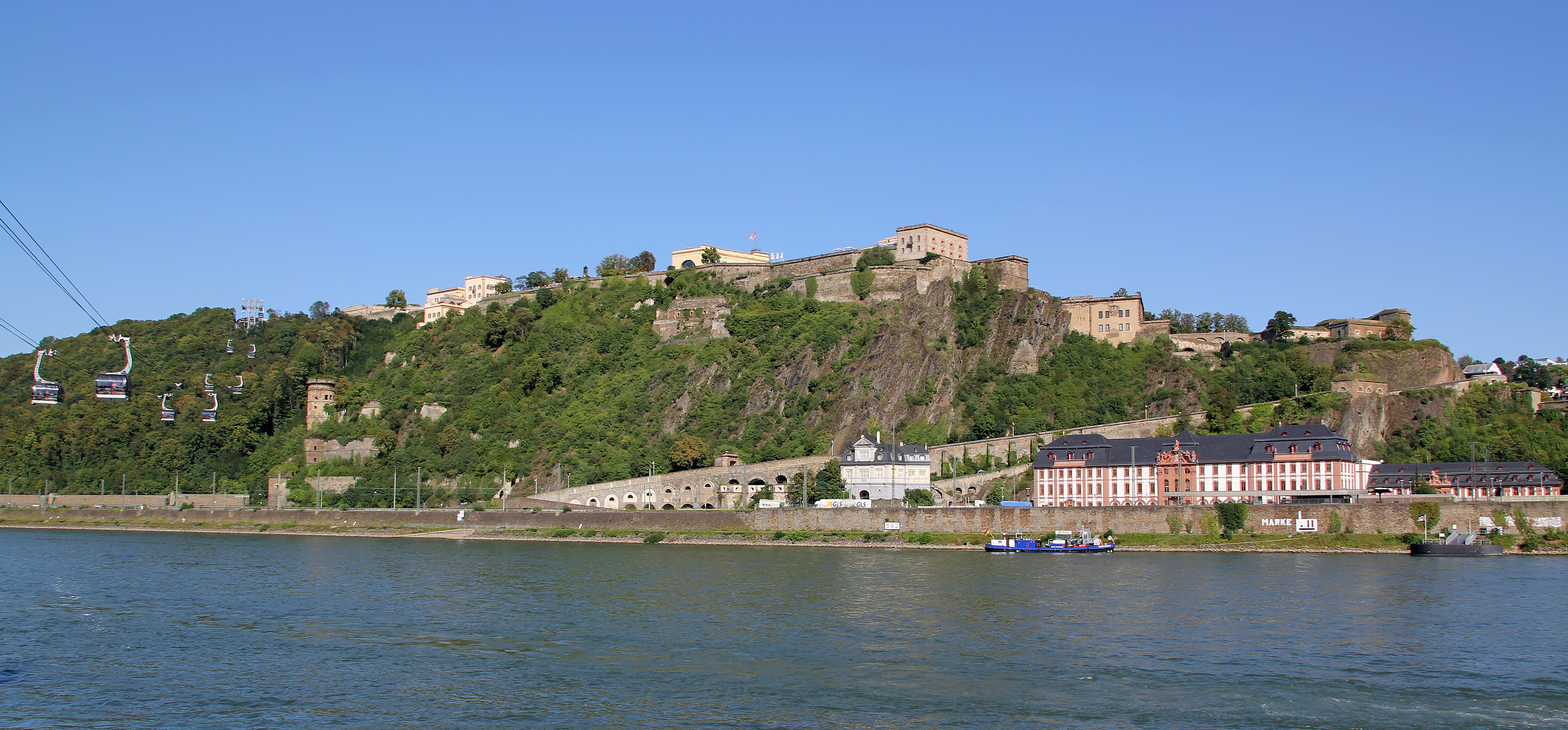
Die Festung Ehrenbreitstein, das Dikasterialgebäude unten rechts

Erstmals wurde um 1000 auf dem Ehrenbreitstein eine Burg erwähnt, die von einem Erembert oder Ehrenbrecht aus konradinischem Haus errichtet wurde. Sie ging 1020 in den Besitz der Erzbischöfe von Trier über. Es war ihr Brückenkopf für den rechtsrheinischen Besitz des Kurfürstentums und galt als ihre sicherste Burg. Erzbischof Hillin von Fallemanien ließ ab 1160 diese Burg weiter ausbauen. Auf der Südseite entstand die Burg Helfenstein. Hier residierten vom 12. bis zum 14. Jahrhundert die Herren von Helfenstein. Kurfürst Richard von Greiffenklau ließ Anfang des 16. Jahrhunderts die Burg zu einer Festung ausbauen. Er ließ auch 1524 die neun Tonnen schwere Kanone Greif in Frankfurt gießen und auf dem Ehrenbreitstein aufstellen.

### Ortsname
Eine Siedlung in Ehrenbreitstein wird erstmals 1211 genannt, als die Hälfte einer Mühle namens „villa Mulne sub Herinbrechtstein“ dem Benediktinerinnenkloster auf dem Oberwerth geschenkt wird. Der Name der Siedlung wandelte sich mit der Zeit von 1235 Mulenheim, 1284 Mulinheym, 1304 Molin, 1411 Mulen under Helfenstein bis zu 1532 Mühlheim im Thal. Im Jahr 1355 kommt der einfach Name Tal für den Ort auf, auch Dail oder 1459 Dael geschrieben. Kurfürst Philipp Christoph von Sötern ließ den Ort mit Bau von Schloss Philippsburg offiziell Philippstal nennen. Im Dreißigjährigen Krieg bürgerte sich jedoch der Name Ehrenbreitstein ein.

### Kurfürstliche Residenz und Klöster

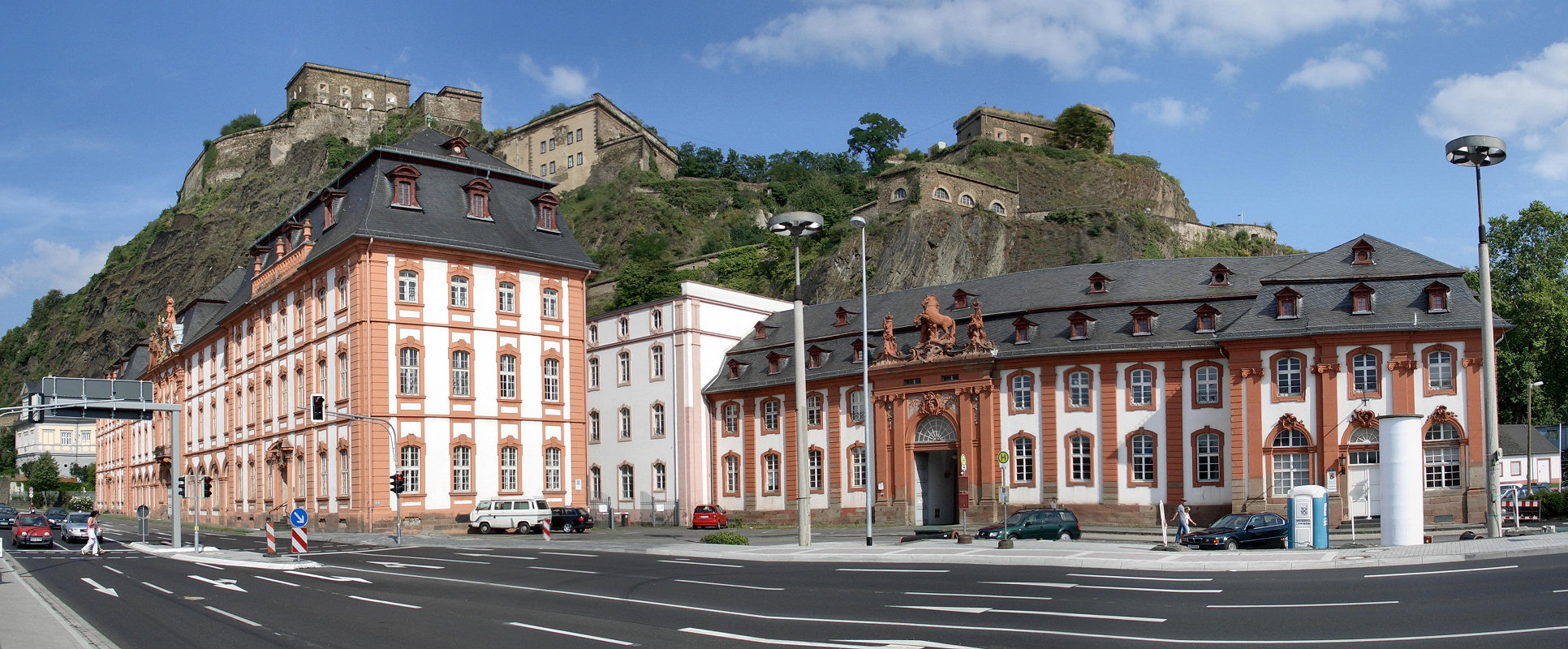
Links das Dikasterialgebäude, dahinter der Krummstall und rechts der Marstall

Um das Jahr 1493 wurde in Ehrenbreitstein von Johannes von Paltz ein Augustinereremitenkloster gegründet. Er war Theologieprofessor und Lehrer Martin Luthers, der ihn auf seiner Romreise 1510 in Ehrenbreitstein besucht haben soll. Das Kloster wurde 1573 wieder aufgelöst.
Unterhalb der Festung erbaute Kurfürst Philipp Christoph von Sötern 1626 bis 1632 das Schloss Philippsburg und verlegte seine Residenz aus dem inzwischen unsicher gewordenen Trier hierher. Auf seinen persönlichen Wunsch hin siedelten sich die Kapuziner 1627 in Ehrenbreitstein an und bauten sich ein Kloster. Im Dreißigjährigen Krieg wurde Ehrenbreitstein 1636 verwüstet, als es harte Kämpfe zwischen kaiserlichen Truppen um die oberhalb der Stadt liegende und von Franzosen besetzte Festung gab.
Die nachfolgenden Kurfürsten behielten das Schloss Philippsburg als Residenz bei. Von hier gingen in den folgenden Jahren wichtige Impulse für das politische und kulturelle Leben von Kurtrier aus. Unmittelbar an der Zufahrt zum Schloss entstand unter Kurfürst Franz Georg von Schönborn von 1738 bis 1749 ein schlossähnliches Gebäude, das sogenannte Dikasterialgebäude (siehe Dikasterium), zur Unterbringung der kurtrierischen Zentralverwaltung nach Plänen von Balthasar Neumann. Gleichzeitig wurde hinter dem Dikasterialbau der Krummstall zur Unterbringung von Soldaten, Personal und Werkstätten gebaut. Neben dem Dikasterialbau errichtete Johannes Seiz 1762 den Marstall. Im Jahr 1672 erhielt der Ort eine erste Stadtbefestigung in Form einer Ringmauer. Die Zeit als Kurfürstliche Residenz endete, als Kurfürst Clemens Wenzeslaus von Sachsen wegen der schlechten Wohnqualität nicht mehr im Schloss Philippsburg wohnen wollte und 1786 in das neuerbaute Kurfürstliche Schloss nach Koblenz umzog. Fast die gesamte Bevölkerung von Ehrenbreitstein folgte ihm.

### Franzosen und Preußen

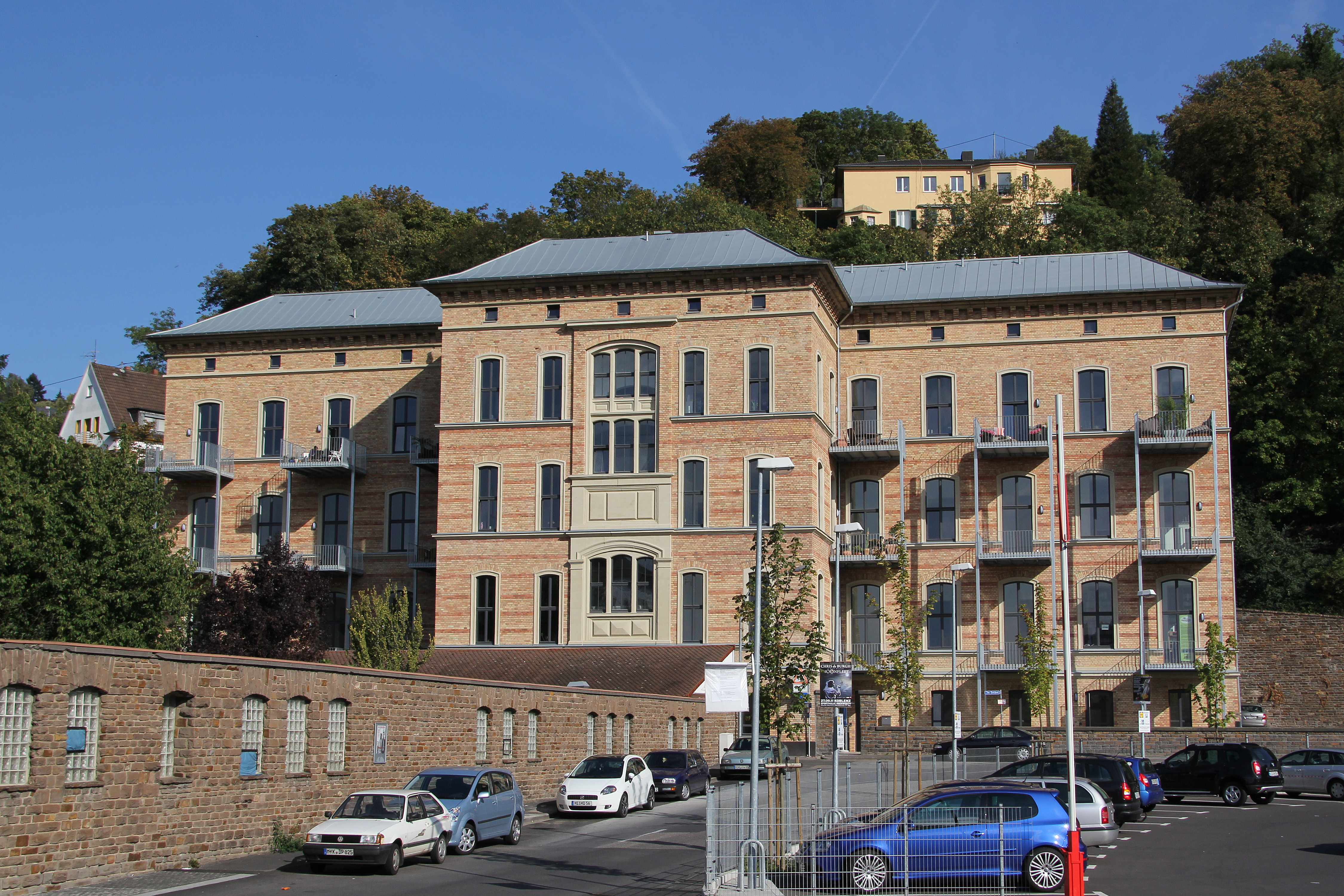
Der Martin-Gropius-Bau war ehemals ein preußisches Garnisonslazarett

Nachdem französische Truppen 1794 Koblenz erobert hatten, belagerten sie die Festung bis zur kampflosen Aufgabe 1799. Die Festung wurde 1801 gesprengt, da die Franzosen im Frieden von Lunéville die rechtsrheinischen Gebiete räumen mussten. Das darunterliegende Schloss Philippsburg wurde bei der Sprengung so in Mitleidenschaft gezogen, dass es abgebrochen werden musste.
Ehrenbreitstein kam danach durch den Reichsdeputationshauptschluss erst an das Herzogtum Nassau und schließlich 1815 an Preußen. Von 1803 bis 1815 war Ehrenbreitstein Verwaltungssitz eines nassauischen Regierungsbezirks. Das preußische Militär baute die Festung Ehrenbreitstein im Rahmen des Baus der Festung Koblenz von 1817 bis 1828 wieder neu auf. Ehrenbreitstein wurde zur preußischen Garnisonsstadt, die verbliebenen Gebäude der Kurfürstlichen Residenz nahmen die Münz-Kaserne auf, das Kapuzinerkloster zeitweise zum Traindepot. Bis zur Mitte des 19. Jahrhunderts wurde auch die Stadtbefestigung von den Preußen weiter ausgebaut, die aber bereits 1890 wieder aufgegeben wurde. Mit Wiedererrichtung der preußischen Festung Ehrenbreitstein wurde mit der 1819 erbauten Schiffbrücke eine neue Rheinquerung von Ehrenbreitstein nach Koblenz geschaffen und ersetzte die seit 1680 verkehrende Fliegende Brücke. Sie verband beide Seiten bis zu ihrer Zerstörung 1945.

### Weitere Entwicklung
Kurz nach Räumung des Geländes von Schloss Philippsburg wurde eine Straße entlang des Rheins nach Vallendar gebaut (heute B 42). Im Jahr 1869 folgte der Bau der Trasse der rechten Rheinstrecke, diese schnitt den Ort von Rhein ab. Der Ort war bis zur Eingemeindung nach Koblenz am 1. Juli 1937 Verwaltungssitz für die im Kreis Koblenz-Land gelegene (preußische) Bürgermeisterei Ehrenbreitstein, zu der außerdem Arenberg, Arzheim, Horchheim, Immendorf, Pfaffendorf und Urbar gehörten. Bei den Luftangriffen auf Koblenz im Zweiten Weltkrieg erlitt die Stadt Ehrenbreitstein nur vergleichsweise leichten Schaden. Die 1707 vollendete Heilig-Kreuz-Kirche wurde vollständig zerstört, ebenso das Haus, in dem Sophie von La Roche gelebt und ihren literarischen Salon unterhalten hatte.
In den 1970er Jahren wurde mit der Sanierung des historischen Ortskerns begonnen, die erst 2014 abgeschlossen werden konnte. Diese Sanierung brachte eine erhebliche Verbesserung für den Stadtteil und seine Baudenkmäler, auch wenn einige historische Bürgerhäuser, die bereits stark verfallen waren, abgerissen wurden. Von 1979 bis 1982 wurde der Rheindüker Koblenz errichtet, der von den Rheinanlagen in Höhe des Pegelhauses bis nach Ehrenbreitstein führt und der die Trinkwasserversorgung und die Entwässerung neu ordnete. Neben dem Martin-Gropius-Bau wurde danach noch 1983–1985 ein Trinkwasser-Pumpwerk erbaut. Nachdem man 1993 in den Berg unter der Festung Ehrenbreitstein den 450 m langen Stollen „Monika“ getrieben hatte, konnte der Mühlbach verlegt werden. Der historische Kern von Ehrenbreitstein wurde 1998 zur Denkmalzone erklärt, obwohl der Ort zu dieser Zeit noch das flächenmäßig größte Sanierungsgebiet in Rheinland-Pfalz war.
In den Jahren 1997 bis 2003 wurde Ehrenbreitstein mit einem Hochwasserschutz ausgestattet. Dazu wurde 1997–1999 gegenüber dem Kapuzinerplatz ein Regenrückhaltebecken und ein Hochwasserpumpwerk errichtet. Der Bau der Hochwasserschutzmauer entlang des Bahndamms folgte bis 2002. Gleichzeitig wurde bis 2005 die Trasse der B 42 als Hochstraße parallel zur Bahnstrecke verlegt und der Ortskern verkehrsberuhigt. Danach konnte die alte Trasse, entlang der Hofstraße und des Kapuzinerplatzes, bis zur Bundesgartenschau 2011 neu gestaltet werden.

### Bundesgartenschau 2011

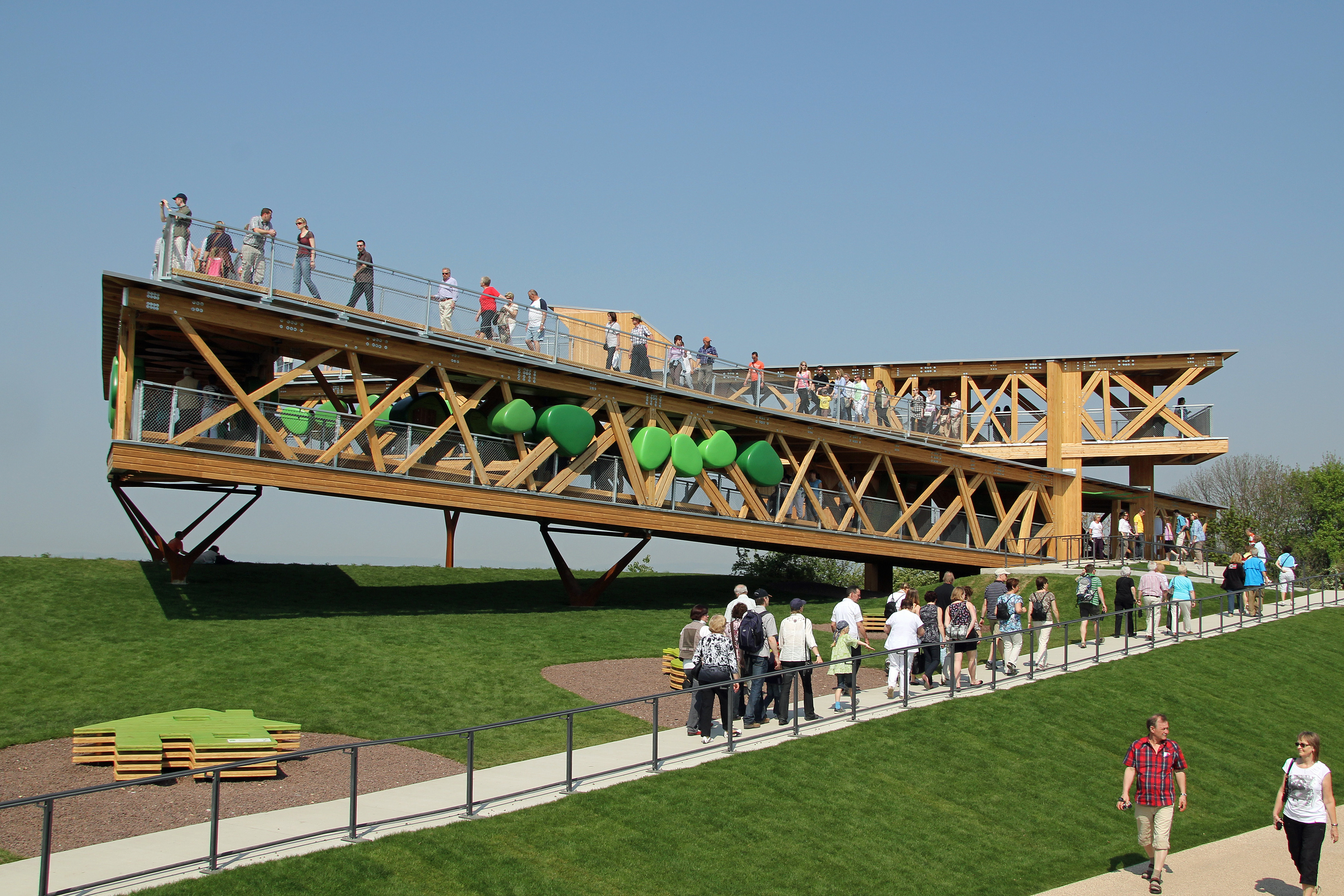
Die hölzerne Aussichtsplattform auf der Bundesgartenschau 2011

Die Stadt Koblenz erhielt den Zuschlag für die Austragung der Bundesgartenschau 2011. Das Vorgelände der Festung, hier entstand ein Landschaftspark, und die Festung selbst wurden als Austragungsfläche genutzt. Dazu hat das Land Rheinland-Pfalz die Festungsanlagen komplett saniert. Eine Kabinenseilbahn befördert seitdem die Besucher von den Rheinanlagen über den Rhein auf das Plateau vor der Festung.
Die Rheinanlagen Ehrenbreitstein wurden ebenfalls umgestaltet. So entstand eine zusammenhängende Grünanlage. Ziel ist es, langfristig einen baumüberstellten Park zu erhalten. Die Böschungen wurden überarbeitet und neue Anglerplätze errichtet. Der vorhandene Kinderspielplatz wurde auf zwei Ebenen errichtet und insgesamt ca. 400 m² Spielfläche erhalten. Spielgeräte in Anlehnung an Motive der Binnenschifffahrt wurden dafür als Sonderkonstruktionen gefertigt.

## Sehenswürdigkeiten
- Festung Ehrenbreitstein
- Kurfürstliche Residenz
- Kapuzinerkloster Koblenz
- Konradhaus Koblenz
- Heilig-Kreuz-Kirche
- Heribertturm
- Klausenbergkapelle
- Martin-Gropius-Bau, erbaut 1878 von Martin Gropius und Heino Schmieden als preußisches Lazarett
- Klausenburg
- Luisenturm
- Rheinburg
- Geburtshaus der Mutter von Beethoven
- Dähler Born

Siehe auch: Liste der Kulturdenkmäler in Koblenz-Ehrenbreitstein

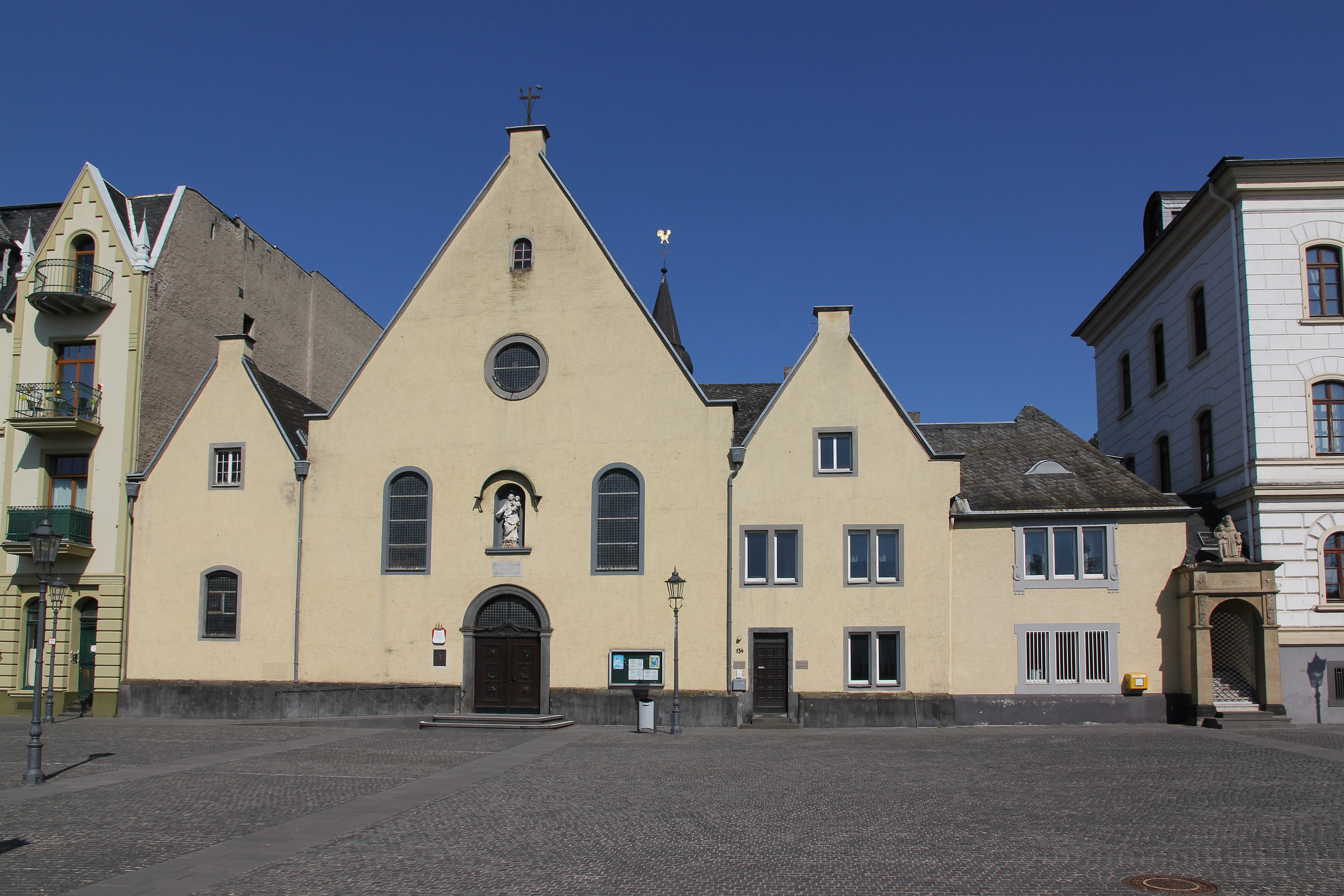
Kapuzinerkloster Koblenz
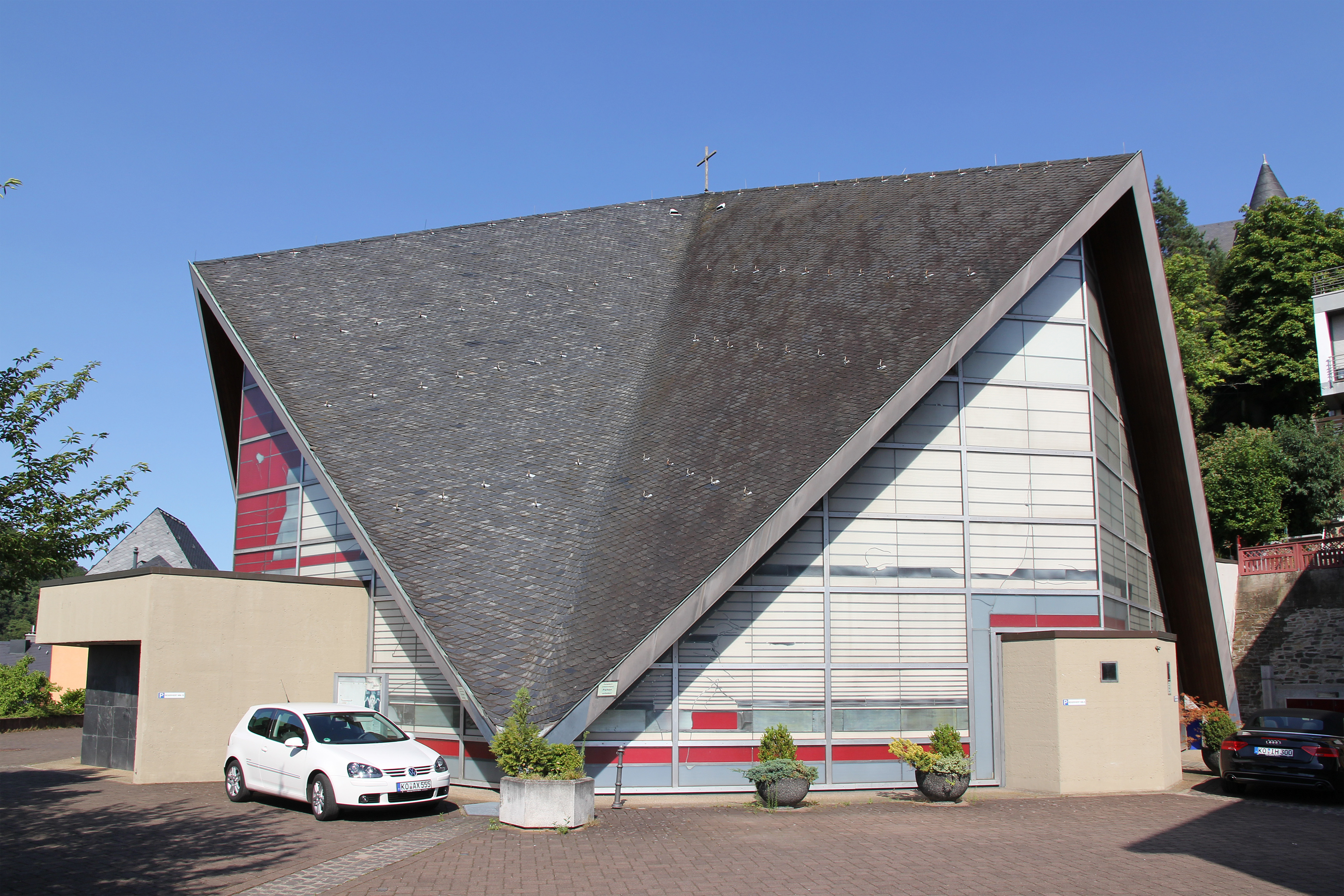
Neue Heilig-Kreuz-Kirche
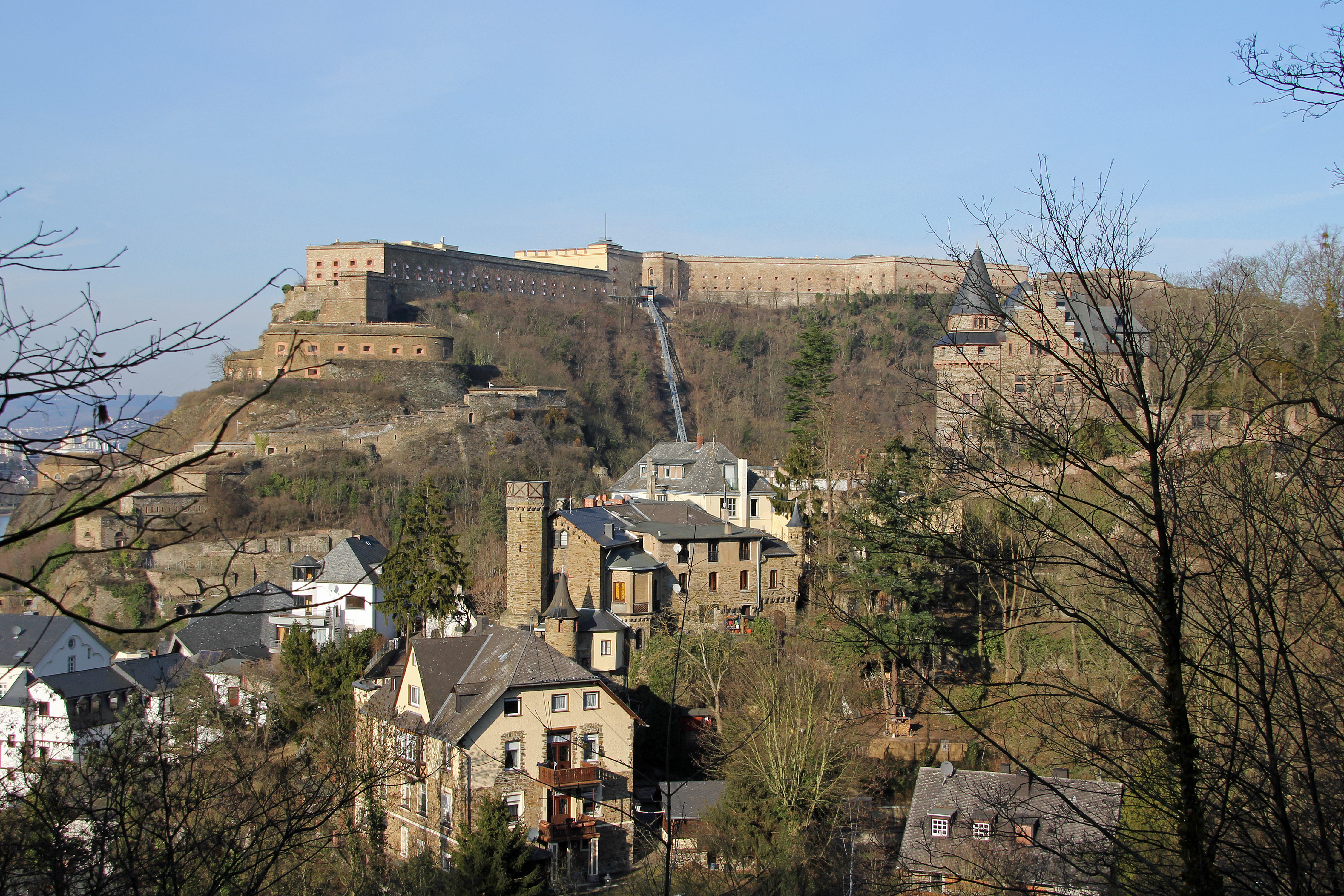
Die Klausenburg (links) und die Rheinburg (rechts), im Hintergrund die Festung Ehrenbreitstein
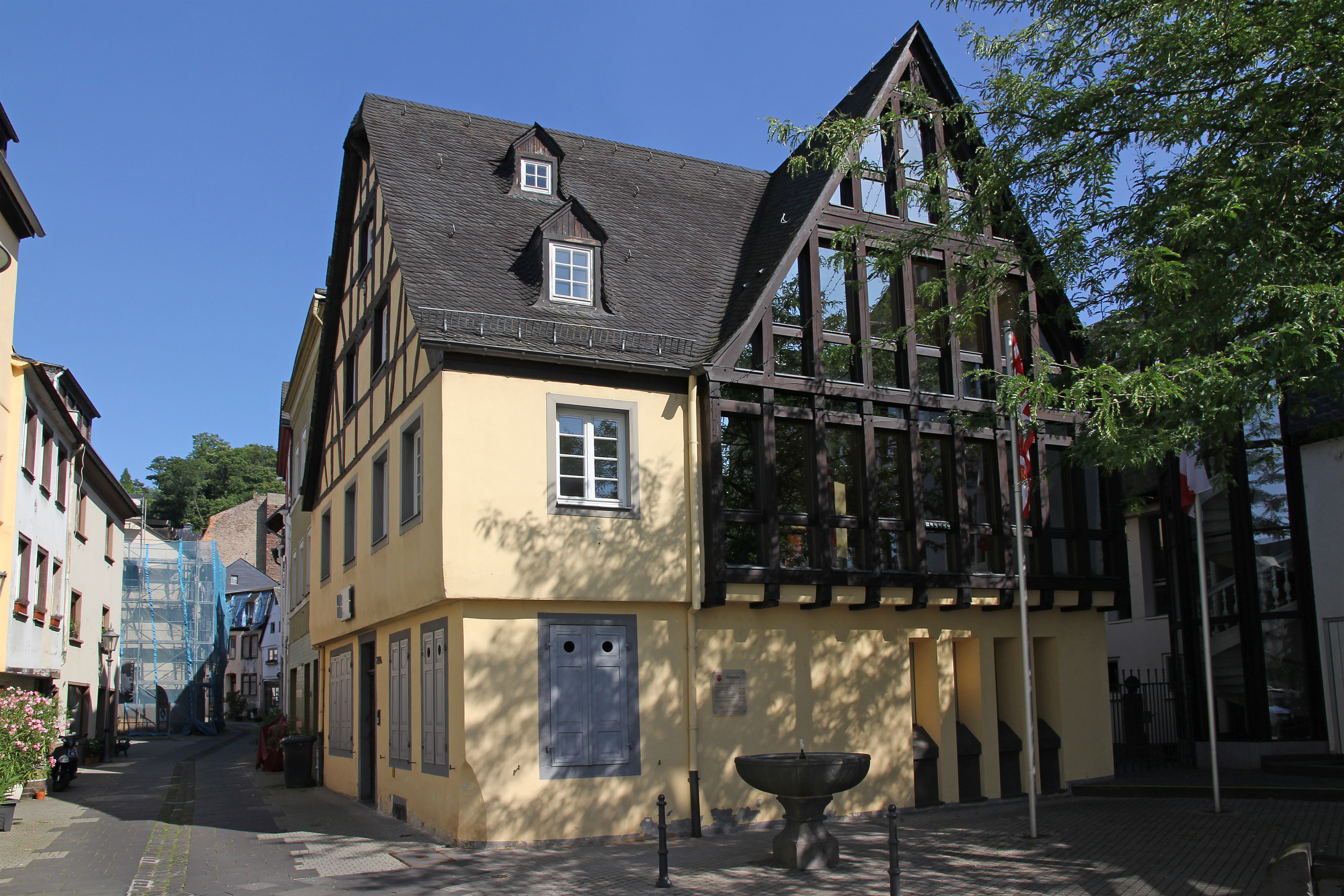
Mutter-Beethoven-Haus
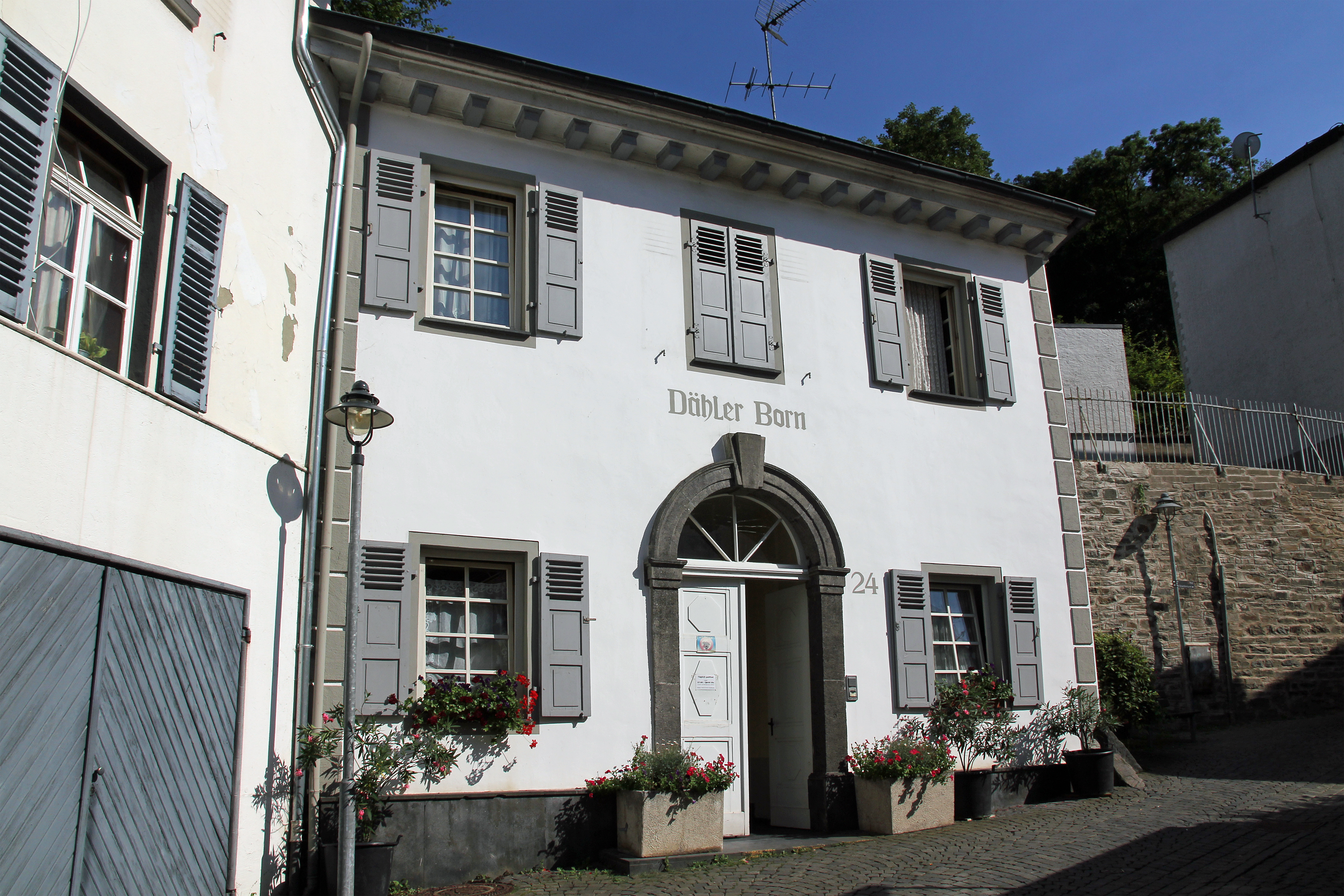
Dähler Born
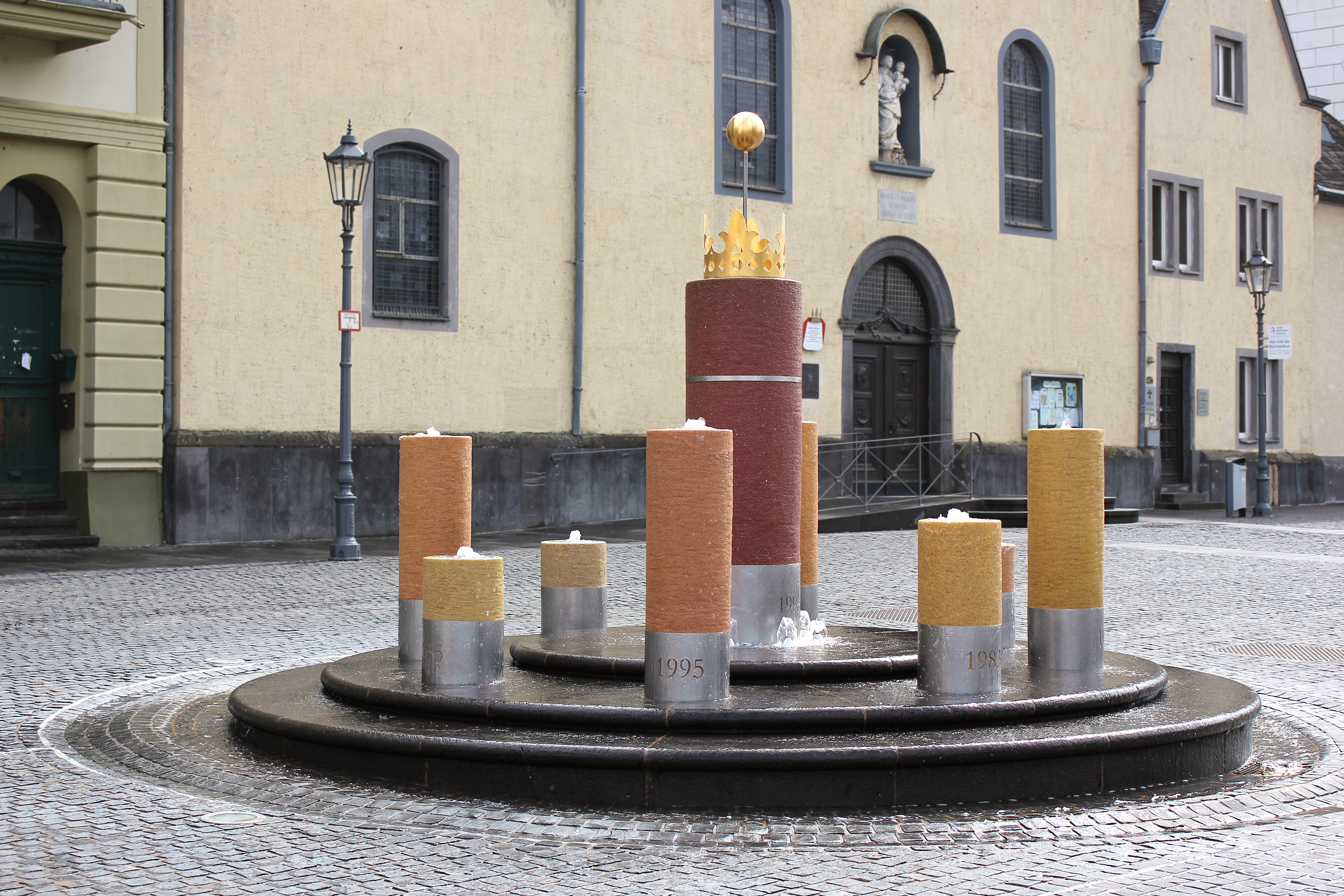
Pegelbrunnen auf dem Kapuzinerplatz zeigt die höchsten Wasserstände des Rheins

## Verkehr

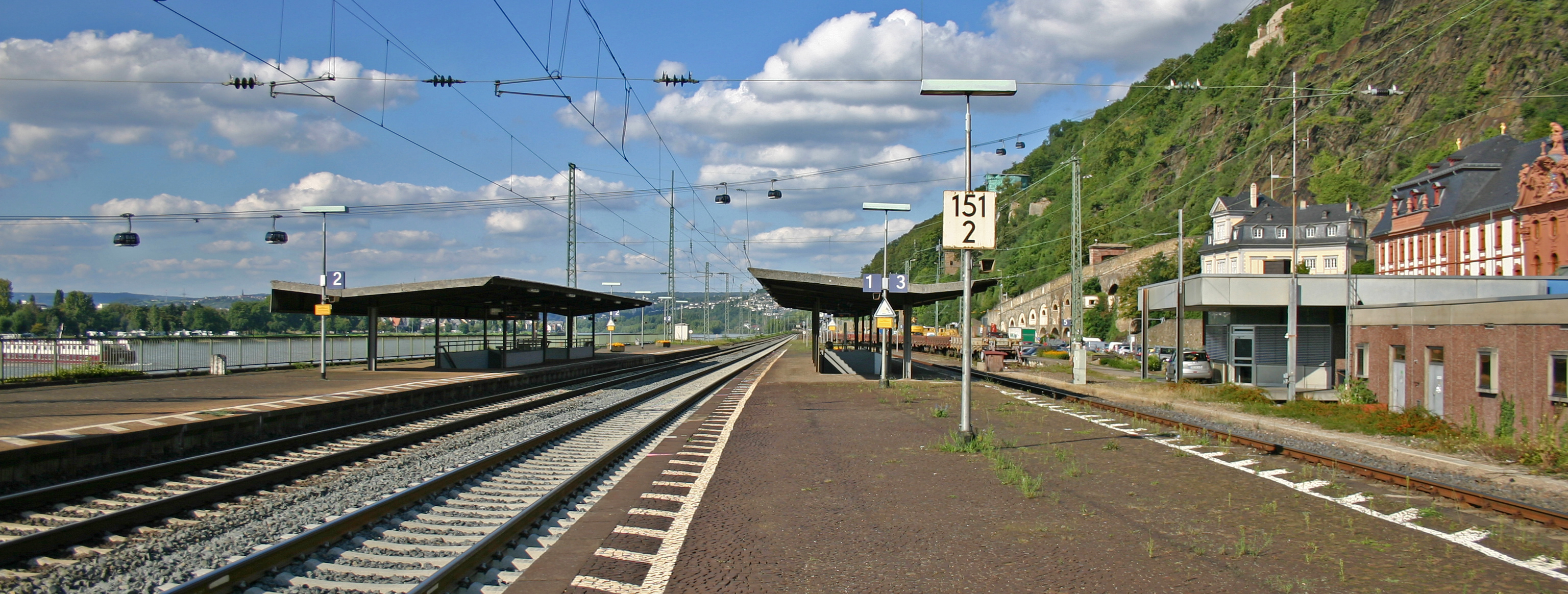
Bahnsteige am Bahnhof Koblenz-Ehrenbreitstein

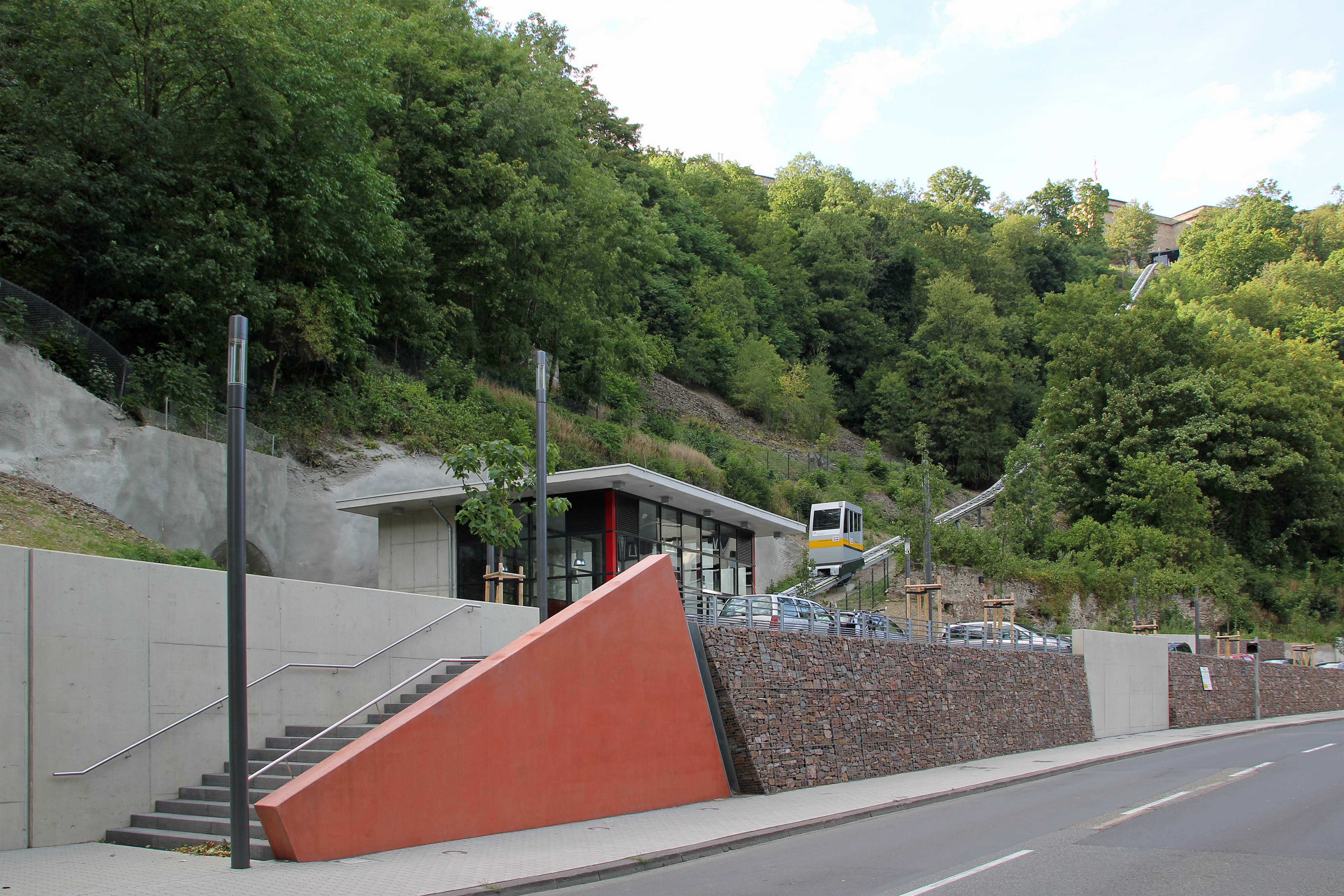
Der Schrägaufzug Ehrenbreitstein zur Festung Ehrenbreitstein

Der Stadtteil Ehrenbreitstein liegt an der B 42 sowie der rechten Rheinstrecke mit dem Bahnhof Koblenz-Ehrenbreitstein. Hier verkehren die Züge der RB 27 täglich im Stundentakt von Koblenz Hbf über Bonn-Beuel, Köln/Bonn Flughafen und Köln nach Mönchengladbach. Beide Verkehrswege trennen den Ort vom Rheinufer. An Stelle der ehemaligen Schiffbrücke überquert heute die Personenfähre „Schängel“ den Fluss. Der Schrägaufzug Ehrenbreitstein verbindet seit 2011 das Ehrenbreitsteiner Tal mit der Ostseite der Festung Ehrenbreitstein. An gleicher Stelle verkehrte zuvor 53 Jahre lang die Sesselbahn Ehrenbreitstein, die Ende 2009 ihren Betrieb einstellte. Seit der Bundesgartenschau verkehrt über den Rhein eine Kabinenseilbahn von den Rheinanlagen zum Plateau vor der Festung Ehrenbreitstein. Die UNESCO hat am 19. Juni 2013 in Phnom Penh auf der 37. Sitzung des Welterbekomitees beschlossen, den Betrieb der Seilbahn bis 2026 zu erlauben. Dann endet die technisch längstmögliche Betriebsdauer.

## Persönlichkeiten

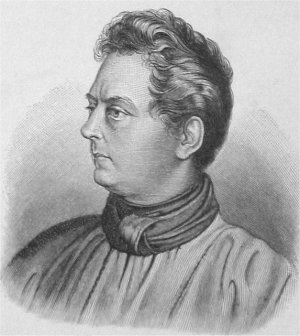
Clemens Brentano

Folgende Persönlichkeiten wurden in Ehrenbreitstein geboren:
- 1735: Johann Matthias Carrich, Jesuit
- 1746: Maria Magdalena Keverich, Mutter von Ludwig van Beethoven
- 1747: Benedikt Beckenkamp, Maler
- 1756: Joseph Marius von Babo, Schriftsteller
- 1757: Peter Ernst von Lassaulx, Bürgermeister
- 1766: Wilhelm von Metzen, hoch dekorierter Offizier der Bayerischen Armee
- 1768: Franz Joseph Manskirsch, Porträt- und Landschaftsmaler
- 1773: Johann Anton Friedrich Reil, deutsch-österreichischer Schauspieler und Schriftsteller
- 1774: Johann Jacob von Metzen, kurtrierischer, dann nassauischer Offizier
- 1775: Clemens Wenzeslaus Coudray, Architekt
- 1775: Georg Brentano, Großkaufmann
- 1777: Abundius Maehler, von 1818 bis 1847 Oberbürgermeister von Koblenz
- 1778: Clemens Brentano, Schriftsteller
- 1800: Carl Josef Holzer, römisch-katholischer Geistlicher und Politiker
- 1800: Johann Joseph Trapp von Ehrenschild, nassauischer Beamter und Abgeordneter
- 1805: Gottlieb Gassen, Maler
- 1811: Friedrich Theodor Müller, preußischer Beamter und Politiker
- 1817: Adam Goerz, Historiker und Archivar
- 1844: Alfred von Gescher, Jurist und Politiker
- 1850: Paula Reinhard, Mitbegründerin des Klosters Bethlehem
- 1870: Carl Mengelkoch, Reichsgerichtsrat
- 1893: Josef Buschmann, Kirchenmusiker
- 1895: Carl Clemens Bücker, Flugzeugkonstrukteur
- 1902: Heinrich Schneider, Politiker
- 1903: Joseph Breitbach, Schriftsteller
- 1919: Max Jacoby, Fotograf
- 1923: Jürgen von Manger, Schauspieler und Kabarettist